# 本·福格尔
本杰明·"本"·迈尔福格尔, FRGS（1973年11月3日—）出生于伦敦西敏，是一位英国冒险家、作家和广播员，他最出名的是在英国第五台、英国广播公司和独立电视台。

## 生平
福格尔是英国女演员朱莉娅·福斯特和加拿大外籍兽医布鲁斯·福格尔的儿子。他曾就读于两所独立的学校：位于伦敦汉普斯特得的霍尔学校和多塞特郡布兰福德社区的布莱恩斯滕学校，之后又就读朴茨茅斯大学和哥斯达黎加大学。褔格尔成为皇家海军预备役的学生，在HMS Blazer号巡逻艇上担任大學儲備军官。